# San Antonio, Chile
San Antonio är en hamnstad i centrala Chile och ligger i regionen Valparaíso. Folkmängden uppgick till cirka 86 000 invånare vid folkräkningen 2017, med totalt cirka 120 000 invånare i hela storstadsområdet.